# 노새사슴
노새사슴(mule deer, Odocoileus hemionus)은 북아메리카 서부에 서식하는 사슴의 일종이다. 귀가 노새의 그것처럼 크기 때문에 이런 이름이 붙었다. 천적은 퓨마, 늑대, 곰, 울버린이다.